# Список умерших в 863 году

## Январь
- 25 января — Карл, король Прованса (855—863)[1].

## Июнь
- 4 июня — Карл, архиепископ Майнца (856—863); младший сын короля Аквитании Пипина I, представитель династии Каролингов.

## Сентябрь
- 3 сентября — Умар аль-Акта, полунезависимый арабский эмир Малатьи (Мелитены), города в Малой Азии (830-е—863).

## Октябрь
- 4 октября — Тюрпьон, граф Ангулема (839—863)[2].

## Дата смерти неизвестна или требует уточнения
- Али ибн Яхья аль-Армани, мусульманский военачальник, вали Армении, Египта и Азербайджана.
- Бивин, франкский граф, аббат монастыря Горз.
- Дуань Чэнши, китайский поэт и писатель[3].
- Муйрекан мак Диармата, король Лейнстера (854—863 или 862—863).
- Фередарий, святой, настоятель первого из шотландских монастырей, основанного в 563 году аббатства Айона[4].